# Константин Димитраков
Константин Димитраков или Димитракиев е български лекар.

## Биография
Роден е 21 май 1891 г. в Крива паланка. В 1911 година завършва с двадесет и петия випуск Солунската българска мъжка гимназия. След това учи медицина в Монпелие, а през 1922 г. защитава докторат в Сорбоната. През 1924 и 1926 г. изкарва специализации по сърдечни болести в Париж. Членува във Френското дружеството на кардиолозите. Димитраков публикува статии и доклади на български и френски език. Преподава в Софийския университет. Димитраков е член на Ротари клуб, а през 1937 г. и на Македонския научен институт. Неговата клиника се е намирала на мястото на хотел „Радисън“ в София.
Умира в София.
Женен е за Евгения Силдарова, с която има две деца. Негов брат е революционера от ВМОРО Александър Димитраков, а сестра му Йорданка е женена за Георги Мазаков.